# Agave albomarginata
Espèce
Agave albomarginata est une espèce de plantes du genre Agave.